# Louise Nathhorst
Louise Nathhorst, née le 26 mars 1955 à Stockholm, est une cavalière suédoise de dressage. 
Elle est médaillée de bronze de dressage par équipe aux Jeux olympiques d'été de 1984 à Los Angeles.